# Luis Castañeda Lossio

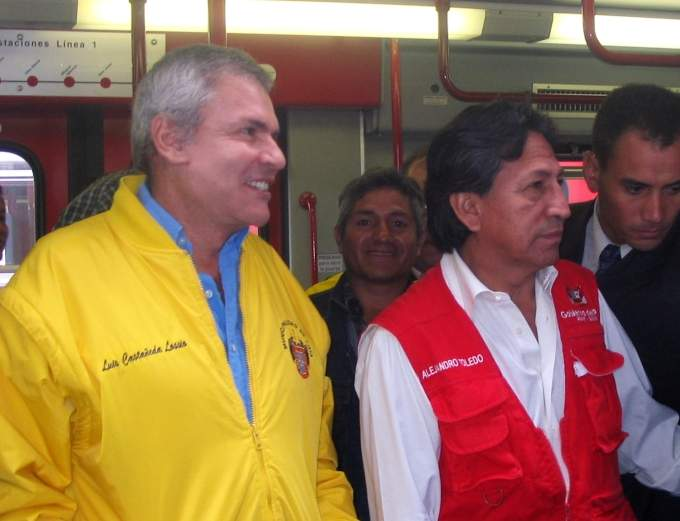
Luis Castañeda Lossio oraz prezydent Peru — Alejandro Toledo podczas wizyty
w metrze, 2005

Óscar Luis Castañeda Lossio (ur. 21 czerwca 1945 w Chiclayo, zm. 12 stycznia 2022 w Limie) – peruwiański prawnik, polityk, alkad Limy, stolicy Peru w latach 2003-2010. Jego ojciec także był alkadem Limy.

## Życiorys
Studiował prawo na Papieskim Uniwersytecie Katolickim Peru oraz zarządzanie – m.in. w Szwecji i Meksyku. W 1981 został członkiem partii Acción Popular, w której pracował z wieloma wcześniejszymi alkadami Limy.
W latach 1990–1996, za rządów Alberto Fujimoriego był prezesem Narodowego Instytutu Zdrowia Publicznego. W 2000 jako kandydat założonej przez siebie partii Solidaridad Nacional (Partia Jedności Narodowej) wystartował w wyborach prezydenckich, lecz przegrał.
W grudniu 2002, wygrał wybory na alkada Limy z ramienia Partii Jedności Narodowej, pokonując wcześniejszego alkada Alberto Andrade.
Był jednym z najpopularniejszych alkadów Limy, jego poparcie sięgało 79%. Było tak dzięki licznym projektom przebudowy miasta, szczególnie slumsów. Do tych projektów można było zaliczyć np. poprawę sytuacji komunikacyjnej miasta. Jego głównym zadaniem było przedsięwzięcie „Limametro”. W lutym 2005, prezydent Alejandro Toledo ofiarował władzom stolicy fundusze potrzebne do ukończenia pierwszej linii metra oraz przedłużenia jej do Alei Grau w centrum miasta. Drugim zadaniem był projekt „Metropolitano” czyli szybkiego transportu autobusowego (BRT), łączący wszystkie osiedla mieszkalne z centrum Limy. 
Castañeda nie zdecydował się na start w wyborach prezydenckich w kwietniu 2006. Zamiast tego w listopadzie – z 48% głosów – wygrał wybory na alkada Limy. W październiku 2010 ustąpił ze stanowiska, by w kwietniu 2011 po raz drugi stanąć do wyborów prezydenckich. Zajął w nich jednak piąte miejsce, zdobywając 9,8% głosów poparcia.

## Zrealizowane projekty jako burmistrza Limy
- Największy zalew w stolicy
- Odbudowa Teatru La Cabana
- Autostrada Manchay
- Przebudowa istniejących parków
- Stworzenie nowych parków i obszarów zielonych
- Urbanizacja obszaru wokół rzeki Rímac, włącznie z nowymi mieszkaniami, parkami i chodnikami
- Szpitale w dzielnicach biedy
- Wyłożenie poboczy w centrum Limy terakotą
- Przebudowa historycznych ulic Limy na place dla turystów
- Rozpoczęcie akcji sadzenia drzew na alejach w centrum miasta
- 8-pasmowa autostrada Puente Piedra
- 12-pasmowa autostrada Grau
- Południowy odcinek Autostrady Panamerykańskiej
- Przebudowa alei: Arenales, Canadá, Acho, Las Malvinas i Grau
- Prace publiczne w Avenida Brasil
- Pierwsze przystanki „Metropolitano”